# Wang Shujun
Wang Shujun (chinois simplifié : 王书君, né en 1949) est un historien sino-américain. Il a été arrêté en 2022, soupçonné d'espionnage, et condamné le 6 août 2024 pour avoir agi en tant qu'agent étranger pour le compte du ministère chinois de la Sécurité d'État (MSS).

## Enquête sur une carrière et un espionnage
Wang est né à Qingdao, Shandong, Chine, et est devenu professeur au Collège des sciences sociales de Qingdao, où il a écrit des ouvrages sur l'histoire militaire chinoise.
En 1994, Wang s'installe à New York pour devenir professeur après avoir enseigné dans des universités chinoises et devient citoyen américain. À partir de septembre 1994, Wang est chercheur invité à l'université Columbia pendant deux ans. Il est ensuite l'un des fondateurs de la Fondation commémorative Hu Yaobang Zhao Ziyang basée dans le Queens, une organisation qui commémore le massacre de Tiananmen et porte le nom de deux responsables communistes chinois.
Wang a été arrêté en 2022 et accusé d'avoir agi en tant qu'agent étranger pour le MSS. Quatre autres responsables chinois ont été inculpés à ses côtés, mais sont toujours en liberté. Selon des responsables américains, Wang s'est fait passer pour un militant pro-démocratie et opposant du parti communiste chinois pour obtenir des informations sur les dissidents qui ont ensuite été relayées au gouvernement chinois. Les procureurs fédéraux ont décrit Wang comme ayant une personnalité conçue pour plaire aux défenseurs de l'indépendance de Hong Kong, de l'indépendance de Taïwan et aux sympathisants des droits des Ouïghours et des Tibétains. Wang a reconnu avoir recueilli des informations sur les défenseurs de la démocratie à la demande du MSS, mais a affirmé qu'il n'avait pas fourni d'informations précieuses et non publiques. En août 2024, Wang a été reconnu coupable par un jury de New York de quatre chefs d'accusation d'avoir agi et conspiré en tant qu'agent d'un gouvernement étranger ; il avait plaidé non coupable,. Il encourt 25 ans de prison, une condamnation qui pourrait être prononcée le 9 janvier 2025.

## References
1. ↑  (en-US) Karen Zraick, « Who Is Shujun Wang, the Queens Man Accused of Spying for China? », The New York Times,‎ 30 juillet 2024 (ISSN 0362-4331, lire en ligne, consulté le 7 août 2024)
2. 1 2  Luc Cohen, « Chinese academic convicted of acting as foreign agent in US », Reuters,‎ 7 août 2024 (lire en ligne, consulté le 7 août 2024)
3. ↑  (en-US) Cate Cadell, « Chinese American scholar convicted of spying on dissidents for Beijing », The Washington Post,‎ 7 août 2024 (ISSN 0190-8286, lire en ligne, consulté le 7 août 2024)
4. 1 2  Tara McKelvey et Jane Tang, « Historian. Activist. Spy? », Radio Free Asia,‎ 9 mai 2024 (lire en ligne, consulté le 7 août 2024)
5. 1 2  (en-GB) Associated Press, « Chinese American man convicted in US of spying on dissidents for China », The Guardian,‎ 6 août 2024 (ISSN 0261-3077, lire en ligne, consulté le 7 août 2024)
6. 1 2  (en) Jennifer Peltz, « Man known as pro-democracy activist convicted in US of giving China intel on dissidents », sur ABC News, 6 août 2024 (consulté le 7 août 2024)
7. ↑  (en) « Man known as pro-democracy activist convicted in U.S. of giving China intel on dissidents », sur NBC News, 7 août 2024 (consulté le 7 août 2024)
8. ↑  (en) « Chinese-born academic convicted in US of acting as covert Chinese agent », sur The Business Times, 7 août 2024 (consulté le 7 août 2024)
9. ↑  (en) Tenzin Nyidon, Chinese American scholar, pro-democracy activist convicted of espionage for Beijing, Phayul.com, 8 août 2024

- (en) Cet article est partiellement ou en totalité issu de l’article de Wikipédia en anglais intitulé « Shujun Wang » (voir la liste des auteurs).